# 南雄水口战役
南雄水口战役，是第一次国共内战中，中华民国国民革命军和中国工农红军的一场战役。
1933年7月2日，红三军团在池江地区击溃国军4个团，但4日－7日其多次围攻大余受挫。10日，其余红军进攻南雄附近国军，击溃10个团。

## 概述
蒋介石在第三次围剿中央苏区失利后，任命广东陈济棠为赣粤闽湘鄂南路剿匪总司令入江西。1932年3月中旬，陈济棠派第一军军长余汉谋率两个师进入赣南，派第二独立旅陈章部进驻南雄、第二军第四师张枚新部进驻信丰，对中央苏区构成巨大威胁。同年6月初，中共中央军委命令红一军团、红五军团回师赣粤边。中央军委恢复了红一方面军建制，统辖红一、三、五军团，由朱德任总司令，王稼祥任政治部主任，毛泽东则随一军团行动。6月下旬，红一、五军团从闽西到达赣南，随后向粤北南雄进发，6月底到达了南雄乌迳一带。7月7日，张枚新第四师到达南雄乌迳地区，意欲返回南雄县城。红一方面军指挥部得此情报后，命令红五军团和江西独立第三、六师负责歼灭该师于乌迳、新田一带。8日凌晨，红五军团在向乌迳开进途中发现粤军第四师由浈水南岸向南雄逃窜，向水口堵击。下午1时，在水口以东的翁过村隔河与国军交战，国军退守水口墟及附近高地。
9月凌晨，余汉谋一面命第四师固守待援，一面命令独立第三师和独立二旅由南雄县城星夜赶往水口救援张枚新部。正午12时，国军到达水口与张枚新师会合。下午3时，以优势兵力首先向水口西南面的红三军猛扑。红五军团总指挥董振堂亲自指挥四五千名战士，分四路与国军展开白刃战，双方都伤亡很大。陈毅率领江西独立第三师和第六师及时赶到增援，合力打退了国军进攻。10日晨，红一军团及红十二军从中站、里东、邓坊等地赶到水口战场。毛泽东、聂荣臻、林彪一起到了设在水口桥北侧无名高地的红五军团指挥所。毛泽东听取了总指挥董振堂和政委萧劲光的汇报，决定红一军团增援在南岸作战的红三军，红十二军增援北岸作战的红十三军。下午4时，水口战场的粤军共11个团全部溃退。之后，彭德怀率红三军团主力也从大余赶到水口，与红一、五军团会师，水口战役基本结束。